# خط طول 87° شرق
خط طول 87° شرق هو أحد خطوط الطول الجغرافية، والتي تمتد من القطب الشمالي الجغرافي إلى القطب الجنوبي الجغرافي، وحسب التحويل الزمني يتقدم خط طول 87° شرق عن خط غرينتش بـ5 ساعة و48 دقيقة.

## من القطب إلى القطب
ينطلق خط طول 87° شرق من القطب الشمالي نحو القطب الجنوبي مرورا بالمناطق التي ترد في الجدول التالي:
| الإحداثيات                         | البلد أو الإقليم أو البحر | ملاحظات |
| ---------------------------------- | ------------------------- | --- |
| 90°0′N 87°0′E / 90.000°N 87.000°E  | المحيط المتجمد الشمالي    | |
| 81°8′N 87°0′E / 81.133°N 87.000°E  | بحر كارا                  | |
| 75°8′N 87°0′E / 75.133°N 87.000°E  | روسيا                     | كراسنويارسك كراي تومسك أوبلاست — من 59°53′N 87°0′E / 59.883°N 87.000°E أوبلاست كيمروفسكايا — من 56°32′N 87°0′E / 56.533°N 87.000°E كراي ألطاي — من 53°3′N 87°0′E / 53.050°N 87.000°E خقاسيا — من 52°54′N 87°0′E / 52.900°N 87.000°E Altai Krai — من 52°45′N 87°0′E / 52.750°N 87.000°E جمهورية ألطاي — من 52°39′N 87°0′E / 52.650°N 87.000°E |
| 49°18′N 87°0′E / 49.300°N 87.000°E | كازاخستان                 | |
| 49°6′N 87°0′E / 49.100°N 87.000°E  | جمهورية الصين الشعبية     | سنجان منطقة التبت ذاتية الحكم — من 36°18′N 87°0′E / 36.300°N 87.000°E |
| 27°57′N 87°0′E / 27.950°N 87.000°E | نيبال                     | |
| 26°32′N 87°0′E / 26.533°N 87.000°E | الهند                     | بهار (الهند) جهارخاند — من 24°37′N 87°0′E / 24.617°N 87.000°E بنغال الغربية — من 23°51′N 87°0′E / 23.850°N 87.000°E أوديشا — من 22°2′N 87°0′E / 22.033°N 87.000°E |
| 21°25′N 87°0′E / 21.417°N 87.000°E | المحيط الهندي             | |
| 20°45′N 87°0′E / 20.750°N 87.000°E | الهند                     | Odisha |
| 20°39′N 87°0′E / 20.650°N 87.000°E | المحيط الهندي             | |
| 60°0′S 87°0′E / 60.000°S 87.000°E  | المحيط الجنوبي            | |
| 66°6′S 87°0′E / 66.100°S 87.000°E  | القارة القطبية الجنوبية   | الإقليم الأسترالي في القارة القطبية الجنوبية, المطالب الإقليمية بالقارة القطبية الجنوبية by أستراليا |